# إفراين موراليس
إفراين موراليس (بالإنجليزية: Efrain Morales)‏ هو لاعب كرة قدم أمريكي، ولد في 4 مارس 2004 في ديكاتور في الولايات المتحدة.